# Jóannes Eidesgaard

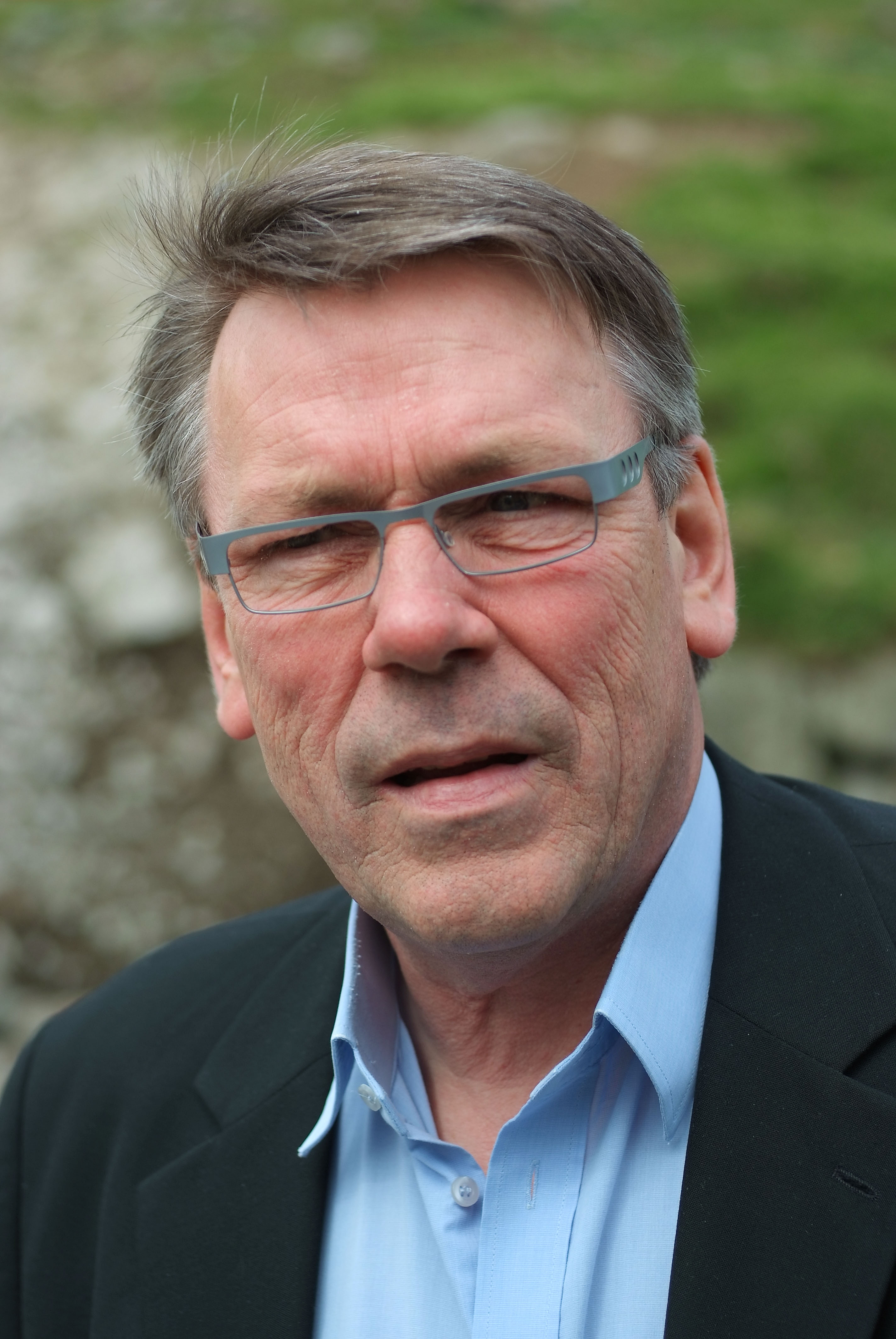
Jóannes Eidesgaard

Jóannes Dan Eidesgaard (* 19. April 1951 in Tvøroyri, Färöer) ist ein färöischer Politiker. Er war Vorsitzender der färöischen Sozialdemokraten 1996–2011 und Ministerpräsident der Färöer 2004–2008.
Eidesgaard arbeitete zunächst als Volks- und Oberschullehrer auf seiner Geburtsinsel Suðuroy.
Seit 1990 war er Mitglied des Løgting. Von 1991 bis 1996 war er Minister in verschiedenen Koalitionen, und von 1994 bis 1996 auch Stellvertretender Ministerpräsident.
Von 1998 bis 2001 war er einer der beiden färöischen Abgeordneten im dänischen Parlament, dem Folketing.
Seit dem 4. Februar 2004 war Jóannes Eidesgaard Regierungschef der Färöer. Die Regierungskoalition bestand aus Sozialdemokraten, Konservativen und Unionisten. Nach der Parlamentswahl 2008 wurde unter seiner Führung ein Linksbündnis aus Sozialdemokraten, Republikanern und Zentrumspartei gebildet. Als die Koalition im selben Jahr zerbrach und er sein Vertrauen zum Republikaner-Chef Høgni Hoydal aufgekündigt hatte, trat er am 24. September 2008 zurück. Nachfolger wurde Kaj Leo Johannesen, der Vorsitzende der mitregierenden Unionisten. Eidesgaard trat in das neue Kabinett als Finanzminister ein. Am 20. Februar 2011 gab er sein Amt auf.

## Ehrungen
- 16. September 2007 – Großritterkreuz mit Stern der Republik Island für seine Verdienste um die Wirtschaftsunion Island-Färöer.[1]